# Uhřice (Blanskói járás)
Uhřice település Csehországban, a Blanskói járásban. Uhřice Jevíčko, Úsobrno, Cetkovice, Velké Opatovice, Horní Štěpánov és Jaroměřice településekkel határos. Lakosainak száma 301 fő (2024. január 1.).

## Népesség
A település lakosságának változását az alábbi diagram mutatja:
| Lakosok száma | 588  | 558  | 567  | 431  | 377  | 305  | 307  | 315  | 299  | 301  |
|               | 1869 | 1890 | 1921 | 1950 | 1980 | 2001 | 2017 | 2019 | 2022 | 2024 |